# Tini Nindzsa Teknőcök: Mutáns káosz
A Tini Nindzsa Teknőcök: Mutáns káosz (eredeti cím: Teenage Mutant Ninja Turtles: Mutant Mayhem) 2023-as amerikai számítógépes animációs szuperhősfilm, amelyet Seth Rogen, Evan Goldberg, Dan Hernandez és Benji Samit forgatókönyvéből Jeff Rowe rendezett. A Tini Nindzsa Teknőcök hetedik mozifilmje. A címszereplő csapat hangját Micah Abbey, Shamon Brown Jr., Nicolas Cantu és Brady Noon szólaltatja meg, míg a mellékszereplők hangját Hannibal Buress, Rose Byrne, John Cena, Jackie Chan, Ice Cube, Natasia Demetriou, Ayo Edebiri, Giancarlo Esposito, Post Malone, Rogen, Paul Rudd és Maya Rudolph kölcsönzi.
A Mutáns káoszt 2023. június 12-én mutatták be az Annecy Nemzetközi Animációs Filmfesztiválon, a Paramount Pictures pedig 2023. augusztus 2-án jelenítette meg az Amerikai Egyesült Államokban, míg Magyarországon 8 nappal később mutatták be a mozikban. A kritikusoktól pozitív visszajelzéseket kapott, dicsérve a szinkront, a forgatókönyvet és a stilizált animációt; több kritikus a legjobb Teknőc-filmnek minősítette.

## Cselekménye
Miután évekig el voltak zárva az emberek világától, a teknőcök hősies cselekedetekkel igyekeznek normális tinédzserekké válni. A testvérek egy titokzatos bűnszövetkezet nyomába erednek, azonban egy mutánsokból álló sereg szabadul rájuk.

## Szereplők
| Szereplő            | Eredeti hang       | Magyar hang      |
| ------------------- | ------------------ | ---------------- |
| Donatello           | Micah Abbey        | Nikas Dániel     |
| Michelangelo        | Shamon Brown Jr.   | Jéger Zsombor    |
| Leonardo            | Nicolas Cantu      | Bogdán Gergő     |
| Raphael             | Brady Noon         | Nagy Gereben     |
| April O'Neil        | Ayo Edebiri        | Staub Viktória   |
| Cynthia Utrom       | Maya Rudolph       | Bertalan Ágnes   |
| Rocksteady          | John Cena          | Bognár Tamás     |
| Szuperlégy          | Ice Cube           | Szabó Győző      |
| Szecska mester      | Jackie Chan        | Kassai Károly    |
| Mondo Gekkó         | Paul Rudd          | Széles Tamás     |
| Dzsingisz Kvak      | Hannibal Buress    | Dévai Balázs     |
| Bebop               | Seth Rogen         | Schneider Zoltán |
| Bőrfejű             | Rose Byrne         | Ruttkay Laura    |
| Szárnyszörny        | Natasia Demetriou  | Dobó Enikő       |
| Dr. Baxter Stockman | Giancarlo Esposito | Jakab Csaba      |
| Rája Filé           | Post Malone        | Ember Márk       |